# Grotta dei Bambocci di Collepardo
Grotta dei Bambocci di Collepardo este o arie protejată (arie specială de conservare — SAC, sit de importanță comunitară — SCI) din Italia întinsă pe o suprafață de 0,68 ha, integral pe uscat.

## Localizare
Centrul sitului Grotta dei Bambocci di Collepardo este situat la coordonatele 41°45′31″N 13°21′55″E / 41.758611°N 13.365278°E.

## Înființare
Situl Grotta dei Bambocci di Collepardo a fost declarat sit de importanță comunitară în iunie 1995 pentru a proteja 6 specii de animale. Situl a fost protejat și ca arie specială de conservare în decembrie 2016.

## Biodiversitate
Situată în ecoregiunea mediteraneană, aria protejată nu include niciun habitat protejat.
La baza desemnării sitului se află mai multe specii protejate de  mamifere (6): liliac cu aripi lungi (Miniopterus schreibersii), liliac cu picioare lungi (Myotis capaccinii), liliac comun (Myotis myotis), liliacul mediteranean cu potcoavă (Rhinolophus euryale), liliacul mare cu potcoavă (Rhinolophus ferrumequinum), liliacul mic cu potcoavă (Rhinolophus hipposideros).
Pe lângă speciile protejate, pe teritoriul sitului au mai fost identificate 1 specie de plante.